# Молодо
Молодо (якут. Муолада) — річка в Якутії, ліва притока Лени.

## Загальні відомості
Утворюється злиттям річок Молодо-Унга-Анабила і Молодо-Хангас-Анабила. Протікає територією Булунського улусу північно-східною околицею Середньосибірського плоскогір'я. Довжина річки — 556 км, площа водозбірного басейну — 26 900 км². Річка замерзає в грудні і залишається під крижаним покривом до травня. Живлення снігове і дощове.

## Основні притоки
(відстань від гирла)
- 20 км — річка Усунку (лв)
- 48 км — річка Тит-Юряге (лв)
- 70 км — річка Муогдан (лв)
- 167 км — річка Сюнгюде (пр)

## Дані водного реєстру
За даними державного водного реєстру Росії і геоінформаційної системи водогосподарського районування території РФ, підготовленими Федеральним агентством водних ресурсів:
- Басейновий округ — Ленський
- Річковий басейн — Лена
- Річковий підбасейн — Лена нижче впадіння Вилюя до гирла
- Водогосподарська ділянка — Лена від водомірного посту гідрометеорологічної станції Джарджан до водомірного посту с. Кюсюр